# Malabarküste

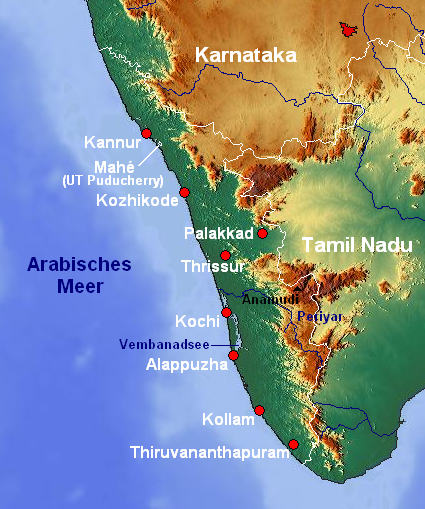
Topografische Karte Keralas

Malabarküste oder Pfefferküste (nicht zu verwechseln mit der Pfefferküste im westafrikanischen Liberia) ist die geographische Bezeichnung für einen Küstenabschnitt am Arabischen Meer im Südwesten Indiens. Sie erstreckt sich über rund 650 km von Mangaluru im Bundesstaat Karnataka im Norden über die gesamte Küste Keralas bis zum Kap Komorin im Bundesstaat Tamil Nadu an der Südspitze des Indischen Subkontinents. Die nur zwischen 48 und 113 km breiten Niederungen der Malabarküste werden im Osten vom Gebirgszug der Westghats begrenzt. Parallel zur Küste verlaufen zahlreiche Lagunen und Kanäle, die sogenannten Backwaters.

## Klima
Auf Grund des maritimen Einflusses schwanken die Temperaturen im Jahresverlauf nur geringfügig. Die Jahresdurchschnittstemperatur liegt zwischen 27 und 28 Grad Celsius. Die Malabarküste gehört zu den regenreichsten Gebieten Indiens. In der Regel wird sie bereits Ende Mai (im äußersten Süden) oder Anfang Juni vom Sommermonsun erreicht, der hier besonders stark ausfällt. Je nach Ort fallen im Jahr zwischen 1700 und 3500 mm Niederschlag.	Die Luftfeuchtigkeit ist ganzjährig sehr hoch. Selbst in der Trockenzeit fällt sie selten unter 60 Prozent.

## Vegetation
Die natürliche Vegetation der ursprünglichen Regen- und Feuchtwälder ist heute auf Grund der hohen Bevölkerungsdichte an der Malabarküste weitestgehend zerstört. Das feuchte Klima lässt Bambus, Kapokbäume und wertvolle Edelholzarten (Teak-, Sandelholz) sowie eine Vielzahl an Palmenarten gedeihen, z. B. Kokos-, Betel- und Ölpalmen, die auch wirtschaftlich genutzt werden. Zudem werden Tee, Kaffee und verschiedene Gewürze angebaut, darunter Pfeffer, Zimt, Tamarinde und Ingwer.